# Macrocera campbelli
Macrocera campbelli är en tvåvingeart som beskrevs av Edwards 1927. Macrocera campbelli ingår i släktet Macrocera och familjen platthornsmyggor. Inga underarter finns listade i Catalogue of Life.